# NGC 3319
NGC 3319是位於大熊座的一個棒旋星系。它於1788年2月3日倍威廉·赫歇爾發現。它富含氣體，但是中心缺乏核球 。
NGC 3319是相對孤立的。它與NGC 3104、NGC 3184和NGC 3198組成一個小星系群。NGC 3198可能是離它最近的星系，相距約420萬光年（130萬秒差距）。
NGC 3319是一個西佛星系，在2018年確認它有著活躍星系核(AGN) 。NGC 3319是中等質量黑洞的候選宿主。黑洞質量小於100,000M☉的概率為84%。

## 圖集

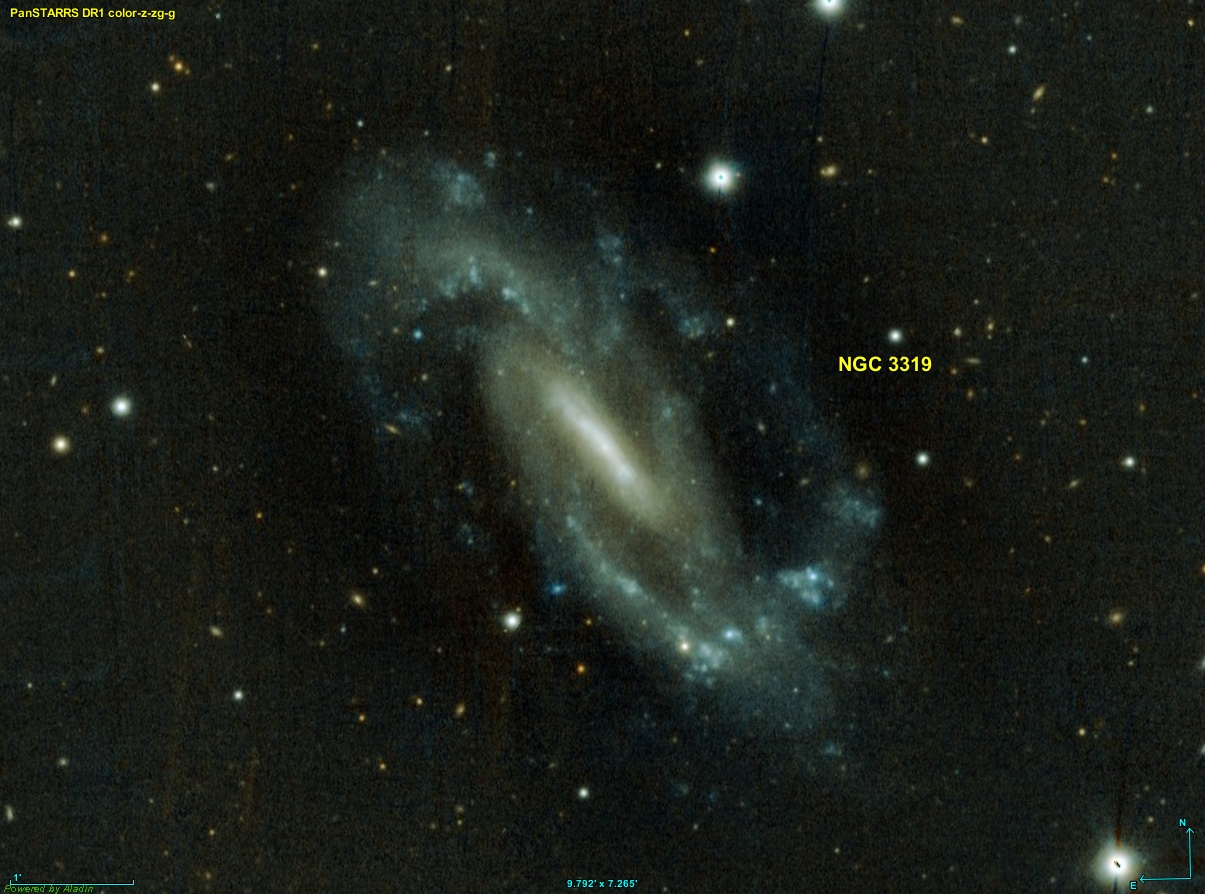
泛星計畫拍攝的NGC 3319

## 外部連結
- 维基共享资源上的相關多媒體資源：NGC 3319